# هالي تشامبلن
هالي تشامبلن (بالإنجليزية: Hallie Champlin)‏ هي لاعبة كرة مضرب أمريكية من القرن العشرين. هي إحدى بطلات الجراند سلام حيث فازت ببطولة أمريكا الوطنية للسيدات في فئة الزوجي سنة 1900.

## النهائيات

### الزوجي اللقب
| السنة | البطولة                     | الشريك     | المنافس                | النتيجة       |
| 1900  | بطولة أمريكا المفتوحة للتنس | إديث باركر | ماري ويمر ميرتل مكاتير | 9–7, 6–2, 6–2 |